# Ryszard Borello
Ryszard Borello, wł Riccardo Borello (ur. 8 marca 1916 w Mango, zm. 4 września 1948 w Sanfrè) – włoski paulista (SSP), Sługa Boży Kościoła katolickiego.
Ryszard Borello urodził się 8 marca 1916 roku w Mango k. Cuneo. Niedługo po narodzinach został osierocony przez ojca, a w 1932, w odstępie tygodnia, zmarł jego ojczym oraz matka. 
W 1933, po zapoznaniu się z biografią Maggiorina Vigolungo, wstąpił 8 lipca 1936 roku. 19 marca 1937 ks. Tymoteusz Giaccardo, przełożony Towarzystwa Świętego Pawła (pauliści) w Albie, ofiarował Ryszardowi habit zakonny. 7 kwietnia 1938 przed ks. Alberione złożył śluby posłuszeństwa, czystości i ubóstwa, przyjmując imię Andrzej Maria. Śluby wieczyste złożył 20 marca 1944 roku. 
Zapamiętany został z wyjątkowej pobożności, codziennie modlił się w intencji Towarzystwa Świętego Pawła, 3 razy w tygodniu odprawiał drogę krzyżową. 
W 1948 roku ciężko zachorował. Zmarł w nocy z 3 na 4 września. Dnia 3 marca 1990 papież Jan Paweł II wydał dekret ogłaszający Ryszarda Borello Sługą Bożym.